# سپانتسه

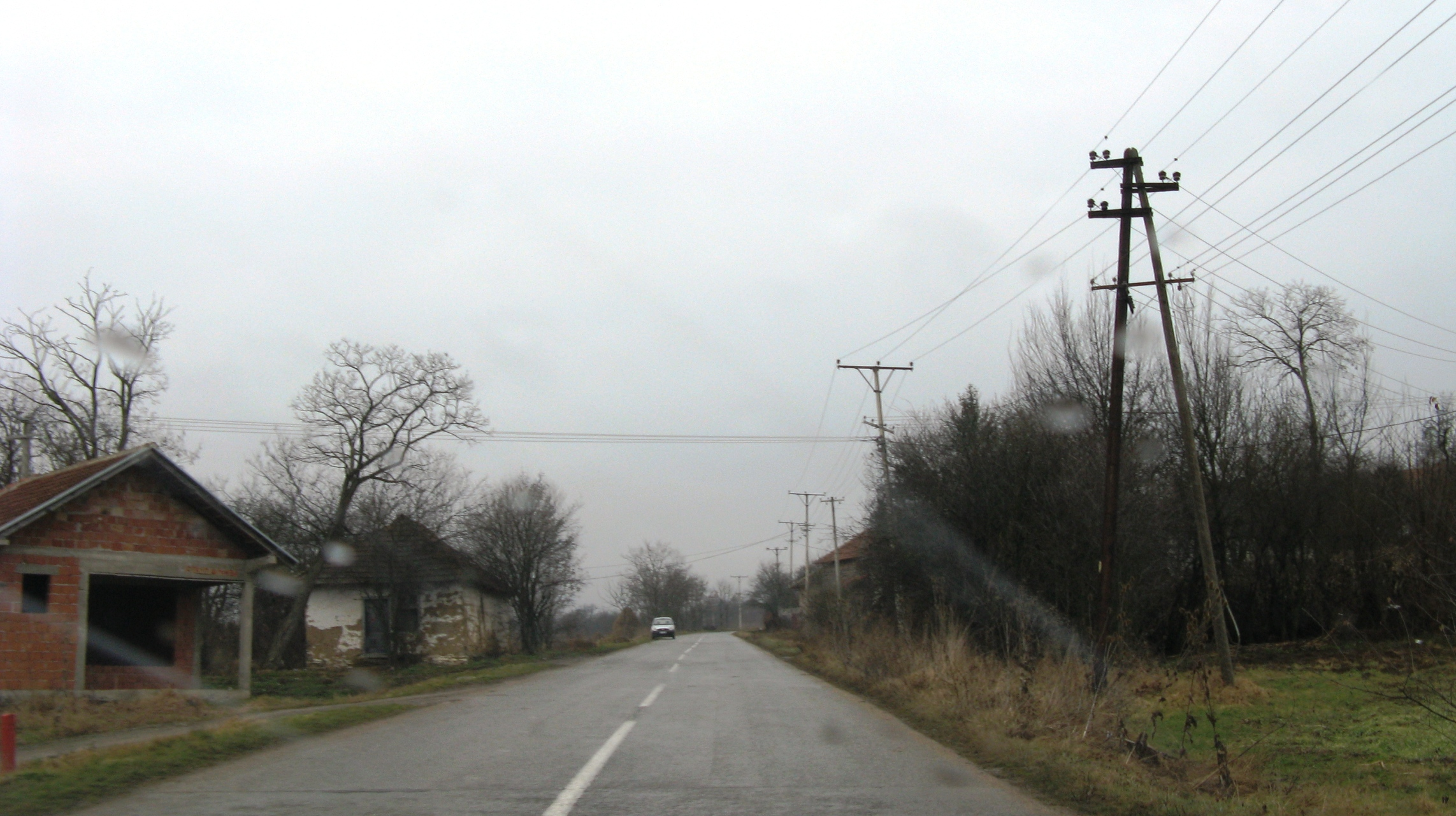
Спанце, Куршумлија

سپانتسه (به صربی: Spance) یک منطقهٔ مسکونی در صربستان است که در کورشوملیا واقع شده‌است. سپانتسه ۲۲۲ نفر جمعیت دارد.